# Максимальні та мінімальні елементи

Посет, що складається тільки з максимальних та мінімальних елементів

У математиці, а саме в теорії порядку, для частково впорядкованої множини (P,≤)
максимальним елементом називається такий елемент {\displaystyle m\in P,} для якого справедливо:
{\displaystyle \forall x\in P:(m\leq x\;\Rightarrow \;x=m)}
мінімальним елементом називається такий елемент {\displaystyle m\in P,} для якого справедливо:
{\displaystyle \forall x\in P:(x\leq m\;\Rightarrow \;x=m)}
Максимальні та мінімальні елементи в частково впорядкованих множинах можуть існувати, а можуть і не існувати, їх може бути кілька, як показують наведені нижче приклади:
Приклад 1:
(R,≤) - множина дійсних чисел. У цій множині немає ні максимального, ні мінімального елементів.
Приклад 2:
В множині
[0;1]
Є максимальний елемент a=1, та мінімальний елемент b=0.
В множині
(0;1]
Є максимальний елемент, але немає мінімального.
В множині
[0;1)
Є мінімальний елемент, але немає максимального.

## Властивості
- Максимального або мінімального елементів може не існувати. Якщо ж вони існують, то можуть бути не єдиними.
- Якщо існує найбільший елемент, то він є єдиним максимальним елементом.
- Якщо існує найменший елемент, то він є єдиним мінімальним елементом.